# 牛乳に相談だ。

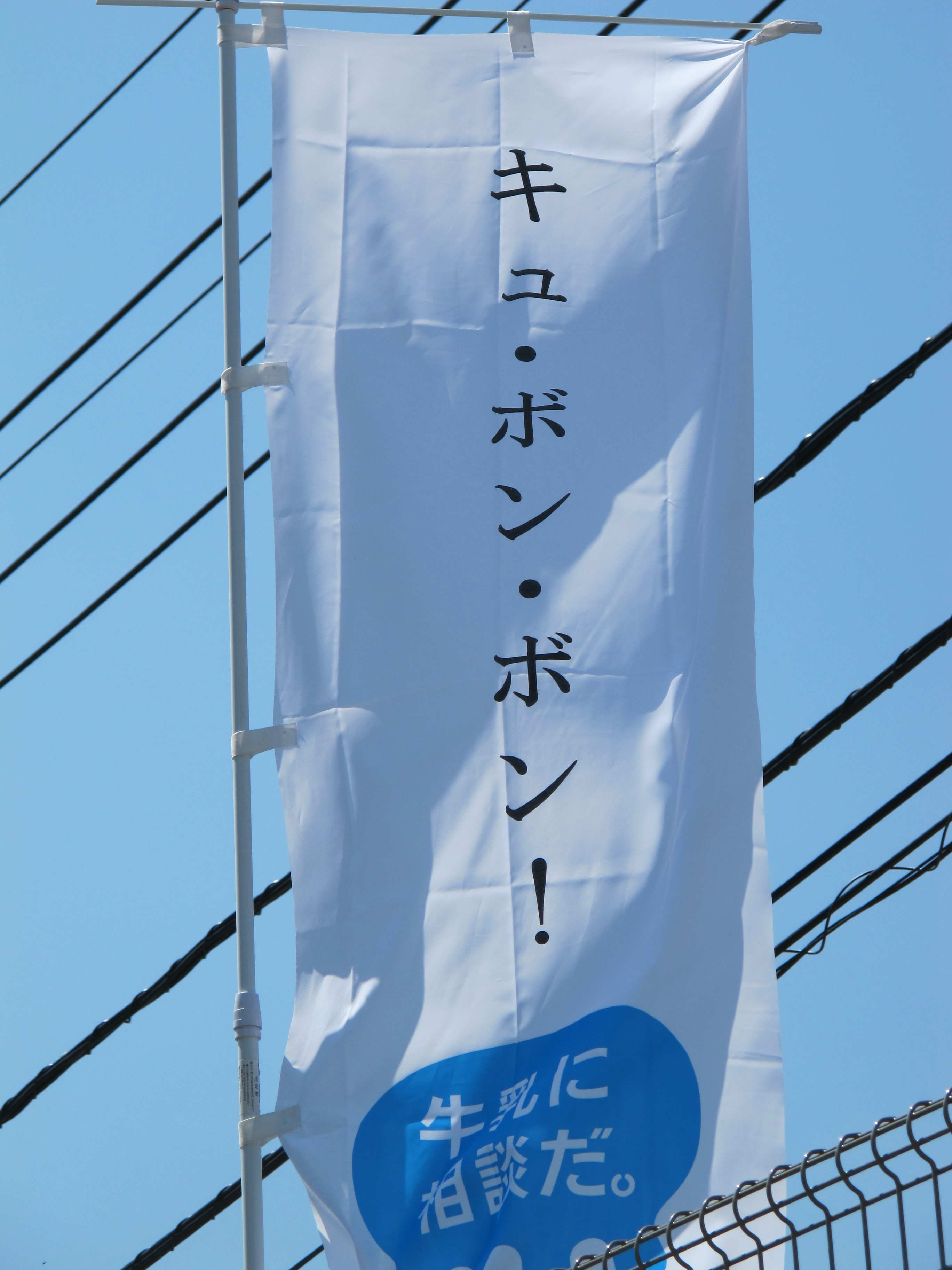
「牛乳に相談だ。」の幟

牛乳に相談だ。（ぎゅうにゅうにそうだんだ。）は、中央酪農会議が、2005年7月から2010年3月まで若年層の牛乳離れを食い止めるために行っていた牛乳の消費拡大キャンペーンである。 
酪農を初めとする乳業は2兆円を超す規模の産業であるが、近年、飲用牛乳の消費が減少しているため、業界では消費拡大に取り組んでいる。このキャンペーンはそのような取り組みのひとつであり、特に若年層を対象としたものである。
キャンペーン費用は5年間で約40億円に達し、必要な資金はすべて全国の酪農家からの拠出金により賄われた。大手広告代理店の電通が手掛けているといわれ、具体的な広報の手段としては、専用ロゴの作成、CMの放映、駅貼りポスターの掲出、イベントの開催、専用ウェブサイトの公開等が行われている。
2010年6月30日の中央酪農会議による発表では、キャンペーン認知度・好感度は高かった一方で、飲用牛乳の消費量減退の解消には結びつかなかったと結論付けている。当時の中央酪農会議事務局長の前田浩史は、「牛乳の消費減退トレンドに対して有効だったかどうかはわからないが、キャンペーン自体は大きな成果をあげた」と総括した。

## 広告宣伝
2005年度〜2006年度には、牛乳を飲むことによって、体が強くなるといった現実的な効果を誇張して表現したり、あこがれの素敵な男性に助けられる等の荒唐無稽な効果をコミカルに表現することにより、牛乳のイメージアップを図り、その必要性を訴えるテレビCMが放映された。
- 牛乳に相談だ。「バスケ篇」（2005年8月放送[4]） - 出演：海老沢神菜
- 牛乳に相談だ。「シンデレラ篇」（2005年8月放送[4]） - 出演：天川美穂
- 牛乳に相談だ。「ラブレター篇」（2006年1月16日〜2月放送[4]） - 出演：石田未来、鈴木重輝、春田瑠里、小河真也。真田敦がディレクターを務め、2006年カンヌ国際広告祭で銅賞を受賞した
- 牛乳に相談だ。「ライオン篇」（2006年1月16日〜2月放送[4]） - 出演：大津尋葵、むらまつ諒、鳩谷紗彩、佐伯晃浩、山口裕
- 牛乳に相談だ。「シンクロ篇」 - 出演：長谷川恵美、田中萌
- 牛乳に相談だ。「チョーク篇」 - 出演：椎名令恵、堀広希、田中琢磨
- 牛乳に相談だ。「ショッピング編」 - 出演：KAZUMI、REONA
- 牛乳に相談だ。「キス編」 - 出演：川島海荷、高原佑季、角南範子

2006年3月までは首都圏を中心に広告展開し、テレビCMはそれに加え福島県・高知県でも放送していた。2006年トリノオリンピックの中継番組のスポンサーを務めたため、このときは全国で視聴できた。2006年4月以後は全国主要都市で展開された。
2007年度は、「牛乳に相談だ。と思ったら冷蔵庫にないから買いに行こう。」のキャッチコピーで、中高生とその母親を対象に、牛乳の購買・飲用を促すアピールを行った。2008年度は、「ヘルシーダイエットは牛乳に相談だ。」のキャッチコピーで、ダイエットには牛乳が効果的であることをアピールした。2009年度は、「100%国産 牛乳に相談だ。」のキャッチコピーで、日本で流通している飲用牛乳はすべて国産であることをアピールした。

## イベント等
2006年7月16日 -8月31日に東京原宿の竹下通りでイベントが開催され、両面に異なるメッセージが掲載された横幕3枚、フラッグ11枚（計28種類のメッセージ）が掲出された。2006年7月1日 - 9月28日に、TOKYO FM制作のラジオ番組SCHOOL OF LOCK!内で、「牛乳に相談だ。」キャンペーンとのコラボレーション企画として「牛乳に相談DASH!」というコーナーが放送された。
2007年9月3日より、牛乳甲子園として、携帯電話で参加するクイズ大会を開催した。

## 番組提供をした番組
2006年
- ダンス甲子園（12月30日）
- お笑い!!ゆく年くる年（12月31日）
- ジャニーズスペシャル（同上）

2007年
- 第44回 新春かくし芸大会2007 （1月1日）
- ぼくだけの★アイドル （同上）
- はねるのトびらSP（1月3日）
- メントレG （7月15日～8月26日・7月29日と8月5日は放送せず）
- FNS27時間テレビ （7月28日）